# Apicia grandaria
Apicia grandaria là một loài bướm đêm trong họ Geometridae.